# Офейгур Сигурдсон
Офейгур Сигурдсон (на исландски: Ófeigur Sigurðsson) е исландски преводач, поет и писател на произведения в жанра социална драма, лирика, исторически роман и документалистика.

## Биография и творчество
Офейгур Сигурдсон е роден на 2 ноември 1975 г. в Рейкявик, Исландия. След завършване на гимназията работи на много длъжности – от униформен нощен пазач, работник във ферма, до докер на пристанище. Следва философия в Исландския университет и получава бакалавърска степен през 2007 г. с дипломна работа по темата за забраната и пробивите в творчеството на Жорж Батай.
Първата му книга, стихосбирката „Наздраве за късия ден“, е издадена през 2001 г. Първият му роман „Текстура“ е издаден през 2005 г. и е модернистична история за търсенето на пътя в живота тръгвайки от най-ниските нива на социалната среда. Авторът търси и нови форми на представяне на книгите си – стихосбирката му „Прованс в повторение“ от 2008 г. е публикувана в 50 номерирани екземпляра в ръчно изработена подвързия и е предназначена като почит към поета Сигфус Дадасон, а стихосбирката му „Булевард Бискейн“ от 2009 г., с участието на художника Магнус Арнасон, е издадена в 30 екземпляра, които са направени от водоустойчив силикон, като всяко копие тежи около 2 килограма.
През 2010 г. е издаден романът му „Сага за Йон“. Той е история за пастора Йон Стейнгримсон, един от най-забележителните хора в историята на Исландия, станал известен като „пасторът на огъня“, представен в романа като млад мъж в мрачните времена на първите искри на Просвещението. Изгонен от манастира след подозрения в убийство, той живее в пещера на юг през ужасната зима на 1755 – 1756 г. и пише писма на бременната си съпруга на север. Но районът е опасно място, защото най-големият ледников вулкан в Исландия, Катла, изригва и той е изложен на риск да бъде погребан жив в пещерата, но не се предава. Романът получава наградата за литература на Европейския съюз за 2011 г.
През 2014 г. е издаден романът му „Пустош“. Той е история за история за тежкото положение на страната, човешката душа и исландската култура, представен с черен хумор и сатира. Романът става бестселър, получава наградата на търговците на книги и исландската награда за литература.
Прави също преводи на литература и е писал за радиото за писатели, включително за Луи-Фердинан Селин и Мишел Уелбек.
Офейгур Сигурдсон живее в Рейкявик.

## Произведения

### Самостоятелни романи
- Áferð (2005)[1]
- Skáldsaga um Jón & hans rituðu bréf til barnshafandi konu sinnar þá hann dvaldi í helli yfir vetur & undirbjó komu hennar & nýrra tíma (2010) – награда за литература на ЕС
Сага за Йон, изд. „Балкани“ София (2013), прев. Айгир Сверисон
- Landvættir (2012)
- Öræfi (2014)

### Поезия
- Skál fyrir skammdeginu (2001)[1]
- Handlöngun (2003)
- Roði (2006)[3]
- Provence í endursýningu (2008)
- Tvítólaveizlan (2008)
- Biscayne Blvd (2009)
- Kviðlingar (2013)

### Документалистика
- Slátur / Slaughter (2012)

### Преводи
- Verdargripur – от Роберто Боланьо